# Abdul Ghanie Ghaussy
Abdul Ghanie Ghaussy (* 8. September 1932 in Kabul) ist ein afghanischer Wirtschaftswissenschaftler.

## Leben
Nach der Promotion am 22. November 1960 zum Dr. rer. pol. in Hamburg und Erlangen der Lehrbefähigung (Dr. habil.) 1964 an der Universität Bern, war er zunächst bis 1972 als Professor an der Universität Kabul tätig. Später lehrte er von 1977 bis 1978 als wissenschaftlicher Rat und Professor für Volkswirtschaftslehre, von 1979 bis 1980 als Professor für Volkswirtschaftslehre an der Universität Hamburg und danach bis 1997 als Professor für Volkswirtschaftslehre, insbesondere Wirtschaftspolitik an der Helmut-Schmidt-Universität.
Abdul Ghanie Ghaussy war Mitunterzeichner des eurokritischen Manifests Die währungspolitischen Beschlüsse von Maastricht: Eine Gefahr für Europa (1992).

## Schriften (Auswahl)
- mit Hossein Attar und Egon Tuchtfeldt: Das Wirtschaftsdenken im Islam. Von der orthodoxen Lehre bis zu den heutigen Ordnungsvorstellungen. Bern 1972, ISBN 3-258-02021-3.
- Das Wirtschaftsdenken im Islam. Von der orthodoxen Lehre bis zu den heutigen Ordnungsvorstellungen. Bern 1986, ISBN 3-258-03519-9.
- Islamic countries and Europe. Current issues in Islamic economics. Bern 1994, ISBN 3-258-05029-5.
- Der Islam in Afghanistan. Seine Entwicklung von den historischen Anfängen bis zur Gegenwart. Ein Beitrag zur Tagung „Bewahrung von Kultur und Menschenrechten in Zeiten des Krieges in Afghanistan“. Tagung der Ev. Akademie Iserlohn vom 20.–22. Dezember 1996. Iserlohn 1996, ISBN 3-931845-17-6.